# 泉州公交701路
泉州公交701路是中华人民共和国泉州市境内的一条公共交通线路，全程21.6公里。起讫点为洛阳古街停车场至百崎回族乡，运营时间为洛阳古街停车场：6:30-18:05；百崎回族乡：6:30-19:00。

## 历史
- 2013年9月17日，泉州交通集团发布开通701路的预告[1]

- 2013年9月29日，泉州公交发展有限公司（公交集团前身）开通701路，初期运营区间为洛阳村-白奇村，初期运营时间为洛阳村6:30-18:30，白奇村6:30-17:50。使用车辆为自27路抽调而来的3部大金龙XMQ6762NEG3型柴油空调公交车[2][3]

- 2013年12月29日，701路更换为3部西虎QAC6600NG5型LNG空调小巴[4]

- 2014年4月，因开通703路的需要，701路退1部西虎QAC6600NG5至703路

- 2014年9月，701路增加1部福田BJ6760C5MCB-1型LNG空调公交车，配车数增加至4部

- 2015年3月1日，701路自白奇村延伸至百崎回族乡始发终到，运营时间调整为百崎回族乡6:30-17:40，洛阳村则不变[5]

- 2015年6月，701路接手并更换自703路退下的4部福田BJ6760C5MCB-1，并退1部西虎QAC6600NG5至707路，配车数增加至6部

- 2015年12月，因开通706路的需要，701路退1部西虎QAC6600NG5至706路

- 2018年5月1日，701路自百崎回族乡延伸至台商公交中心枢纽站始发终到，运营时间调整为洛阳村6:30-17:50，台商公交中心枢纽站6:30-18:50[6]

- 2018年6月1日，701路增加1部自702路退下的恒通CKZ6851HNA5型空调LNG公交车

- 2018年8月21日，701路全线更换为10部中车时代TEG6851BEV09型电动巴士，原配6部BJ6760C5MCB-1及CKZ6851HNA5退下封存，配车数增加至10部[7]

- 2019年1月1日，因优化调整，701路自洛阳村经由洛阳大道、城西大道延伸至蓝郡国际始发终到，首末班时间和票价不变[8]

- 2019年7月4日，因台商公交中心枢纽站地块征收需要，701路由台商公交中心枢纽站调整至群青村始发终到。运营时间调整为蓝郡国际：6:30-18:05；群青村：6:30-19:00。配车数不变。[9]

- 2019年9月16日，因后渚大桥东立交建成通车，海湾大道白沙路口至五一水闸段（旧线）封闭影响，701路自该日起取消途经白沙桥头站。[10]

- 2020年1月26日，为配合惠安县交通局及台投区规划建设与交通局关于新型冠状病毒肺炎防控要求。701路自当日14:00起暂停运行至2月16日。[11][12]

- 2020年2月17日，701路自该日起恢复运营。首末班时间、票价不变。[13]

- 2020年7月8日，701路抽调1部TEG6851BEV09至704路增加运能，701路配车数降为9部

- 2021年1月1日，因蓝郡国际小区部分业主强烈反对并上访投诉该首末站，蓝郡国际首末站无法继续使用。701路自该日起取消途径蓝郡国际、城西大道、白沙公路、白莲路、滨湖南路、杏秀路、台投区管委会。改为途径蔡襄路、朝盛街至洛阳古街停车场、百崎回族乡始发终到。运营时间、票价不变。[14][15]

- 2021年9月13日，应台商投资区疫情应急指挥部要求。自当日16:20起，701路暂停运营至9月30日。[16]

- 2021年10月1日，701路恢复运营。

- 2022年3月16日，因疫情防控要求暂停中心市区范围内所有公交线路运营。701路自当日首班起再次暂停运营至4月18日。[17]

- 2022年4月19日，701路再次恢复运营。[18]

- 2022年11月9日，因K503路车辆更换需要，701路全线更换为6部福田BJ6805EVCA-33，原配6部TEG6851BEV09划拨至K503路，配车数降为6部。[19]

- 2023年5月18日，因首都师范大学附属泉州学校施工围挡需要，701路临时取消途径庵边村、西方村，改为途径沙经三路、滨湖西路至白沙二村后原线行驶，并增停东前村口站。[20]

- 2024年12月1日，701路全线更换为6部金旅XML6606JEVA0C1型空调电动巴士，原配6部BJ6805EVCA-33退至K15路，配车数不变。[21]

## 站点
| 路线 | 路线 | 路线 | 所在地区、街道 | 所在地区、街道   | 站点名         | 备注          |
| ---- | ---- | ---- | -------------- | ---------------- | -------------- | ------------- |
|      |      |      | 台投区         | 蔡襄路           | 洛阳古街停车场 | 起讫站        |
|      |      |      | 台投区         | 洛阳大道 324国道 | 洛阳交警大队   | ↑             |
|      |      |      | 台投区         | 洛阳大道 324国道 | 洛阳三角牌     |               |
|      |      |      | 台投区         | 洛阳大道 324国道 | 洛阳           |               |
|      |      |      | 台投区         | 洛阳大道 324国道 | 洛阳镇政府     |               |
|      |      |      | 台投区         | 洛阳大道 324国道 | 华光学院       | 原名 洛阳屿头 |
|      |      |      | 台投区         | 屿光路           | 洛白路口       |               |
|      |      |      | 台投区         | 屿光路           | 正大工业园     |               |
|      |      |      | 台投区         | 洛白路           | 值至小学       |               |
|      |      |      | 台投区         | 洛白路           | 念慈小学       |               |
|      |      |      | 台投区         | 洛白路           | 下埭村         |               |
|      |      |      | 台投区         | 洛白路           | 后宅村         |               |
|      |      |      | 台投区         | 洛白路           | 后亭村         |               |
|      |      |      | 台投区         | 洛白路           | 曾垵路口       |               |
|      |      |      | 台投区         | 滨湖西路         | 东前村口       |               |
|      |      |      | 台投区         | 滨湖西路         | 白沙二村       |               |
|      |      |      | 台投区         | 朝盛西街         | 白奇村         |               |
|      |      |      | 台投区         | 朝盛西街         | 朝盛西街中段   |               |
|      |      |      | 台投区         | 朝盛东街         | 朝盛东街       |               |
|      |      |      | 台投区         | 百雁路           | 埭上村         |               |
|      |      |      | 台投区         | 百雁路           | 克圃村         |               |
|      |      |      | 台投区         | 百雁路           | 百崎下埭村     |               |
|      |      |      | 台投区         | 村道             | 百崎执法中队   |               |
|      |      |      | 台投区         | 村道             | 百崎回族乡     | 起讫站        |

## 票价
701路计价方式为一票制，票价¥2.0。
- 泉通卡普通卡9折，月票卡乘坐刷1次。敬老卡、爱心卡有效
- 可使用泉城通APP或支付宝、云闪付、微信乘车码支付

## 配车
701路配车数总计6部，其中：
- 金旅XML6606JEVA0C1  6部

- 大金龙XMQ6762NEG3
（2013.9 - 2013.12）
- 西虎QAC6600NG5
（2013.12 - 2015.6）
- 福田BJ6760C5MCB-1
（2014.9 - 2018.8）
- 中车时代TEG6851BEV09
（2018.8 - 2022.11）
- 福田BJ6805EVCA-33
（2022.11 - 2024.11）
- 金旅XML6606JEVA0C1
（2024.12 - ）

## 相关
- 泉州公交线路列表